# Upavon
Upavon – wieś w Anglii, w hrabstwie Wiltshire. Leży 25 km na północ od miasta Salisbury i 120 km na zachód od Londynu. Miejscowość liczy 1213 mieszkańców.